# Amatitlania sajica
Amatitlania sajica — вид риб родини цихлід (Cichlidae), поширений в прісноводних водоймах Центральної Америки, особливо тихоокеанського узбережжя Коста-Рики. Утримується також в акваріумах.
Серед акваріумістів цей вид більше відомий як «Цихліда Седжика».

## Опис
На сіро-коричневому кольоровому фоні тіла має сім неясних смуг. Третя смуга, як правило, добре видна і в поєднання з темною бічною смугою, що проходить через зяброві кришки, утворює фігуру схожу на літеру «Т». Тому цей вид часто називають «Т-смуговою цихлідою».

## Природне середовище
Цихліда Седжика живе в річках з помірною до сильної течією в Коста-Риці на висоті до 600 метрів вище рівня моря, але їх не знайшли за порогами. Риба надає перевагу дрібним камінню і гравію. Їдять усе, харчуються нитковими водоростями, водяними комахами, насінням та донним детритом.

## Розмноження
Самці A. sajica досягають 12 см завдовжки (в акваріумах дещо менші 8—9 см).
Зрілі самки, що готові до нересту, мають гарний золотаво-жовтий колір на спинному і анальному плавцях.
Ці риби представники цихлід з поведінкою нересту в печері.
Вони здійснюють парний танок, в якому самець плаває паралельно з самкою.
Самець може бути дуже агресивним з самкою, яка не готова до метання ікри, настільки, що може вбити її.
Самка знаходить відокремлений притулок, щоб відкласти багато ікри у великій розщелині між скелями або в гнізді, виритому в гравії.
Самець потім запліднює ікру, а потім жорстоко захищає її від будь-якої іншої риби, що наблизиться.
Через 3 дні з ікри вилуплюються личинки, які будуть намагатися плавати, не зважаючи на жовтковий міхур.
Зрештою, мальки будуть подібними на малюсінькі варіанти своїх батьків. Самки й самці іноді переміщують мальків до гнізда, якщо вони блукають занадто далеко від нього.

## Утримання
Акваріум для цих риб має бути доволі довгим, як мінімум 80 см довжини, 200 л об'єм, з численними гротами, камінням. Бажано повторити характерний для річки потік води.
Оптимальна температура — 26—29 °C. Тверда вода з pH 7—8.
Риби досить спокійна, агресію проявляє лише в період розмноження.
Акваріум повинен бути сильно засаджений рослинами.